# DBC Pierre
DBC Pierre er et pseudonym for den australske forfatter Peter Warren Finlay (født 1961). DBC står for "Dirty But Clean". Han modtog Bookerprisen den 14. oktober 2003 for sin debutroman Vernon God Little.
Han voksede op i Mexico City i en velhavende familie og har udtalt til britisk presse, at han regner sig selv for mexicaner.